# Barnaulka
Il Barnaulka (in russo Барнаулка?; chiamato anticamente Barnaul) è un fiume della Russia, nella Siberia occidentale, affluente di sinistra dell'Ob'. Scorre nei rajon Šipunovskij, Rebrichinskij e Pavlovskij del Territorio dell'Altaj. Alla foce del fiume si trova la città di Barnaul.

## Descrizione
Il Barnaulka ha origine dal lago Zerkal'noe (озеро Зеркальное), nella foresta di Barnaul (Барнаульский ленточный бор), nella parte sud-orientale dell'altopiano Priobskoe (Приобское плато).
Nella parte superiore del fiume si susseguono circa 10 laghi che si formano in una serie di cavità allungate. I maggiori sono nell'ordine: l'Urlapovskoe (Урлаповское), il Srednee (Среднее), il Bachmatovskoe (Бахматовское), il Serebrennikovskoe (Серебренниковское) e il Pesčanoe (Песчаное). I laghi sono sfruttati per la fornitura di acqua attraverso un sistema di canali e paludi e si prosciugano in estate. Attualmente, l'alveo all'uscita del lago Serebrennikovskoe è bloccato da una diga di terra lungo la quale passa la strada, il che ha ridotto di 40 km la lunghezza del fiume che era in precedenza di 207 km ed ora di circa 167 km. Anche l'area del bacino è passata dai 5 720 km² agli attuali 4 500 km². La portata media annua del fiume alla foce è di 3,71 m³/s. Il fiume, alimentato principalmente dalle precipitazioni (pioggia e neve), gela dai primi di novembre, fino ai primi di aprile.
Il principale affluente (da sinistra) del Barnaulka è il Vlasicha (Власиха).

## Inquinamento

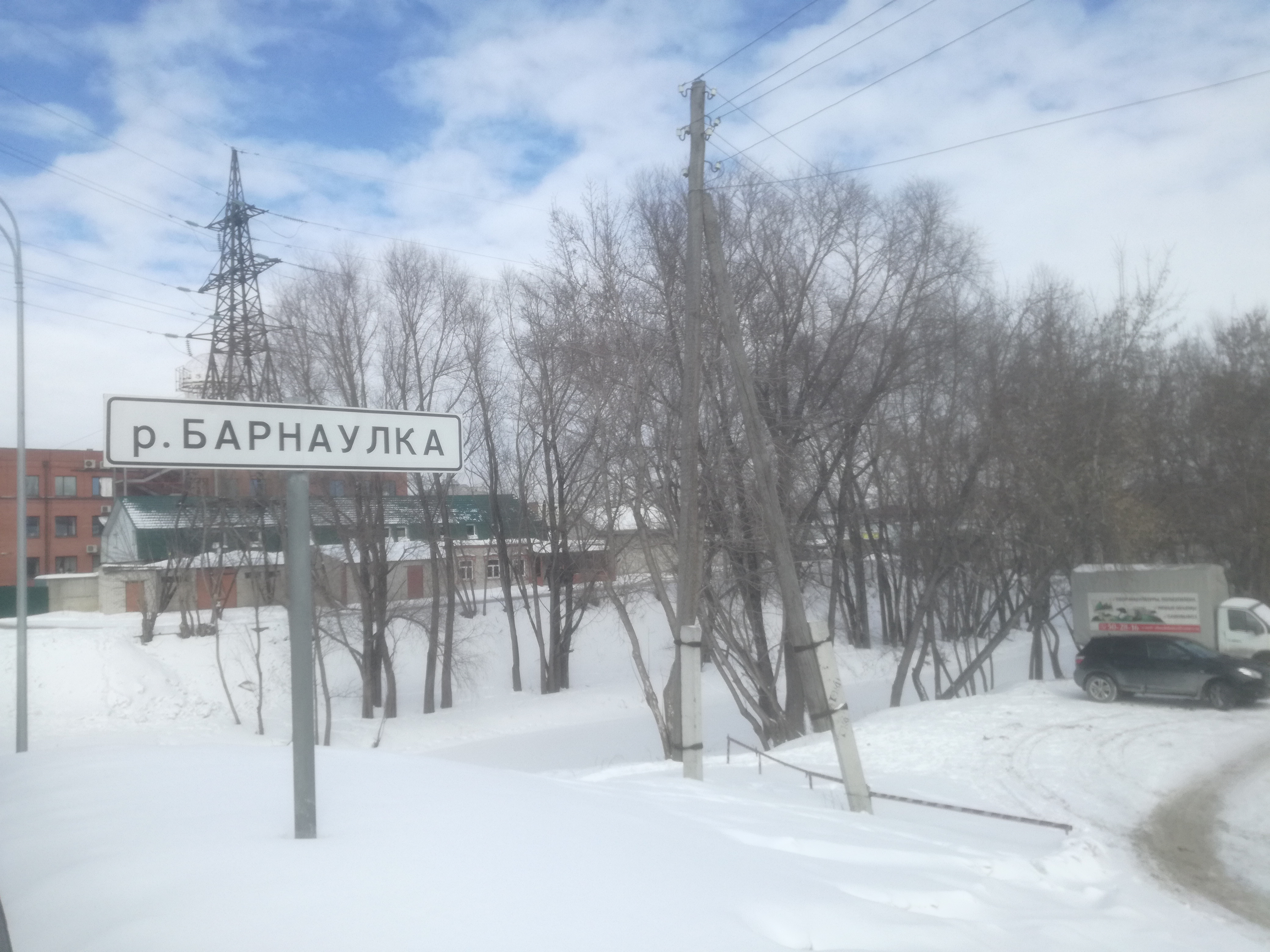
Il fiume gelato d'inverno

Il Barnaulka subisce un significativo impatto antropogenico lungo il suo corso. Un certo numero di imprese industriali non ha fognature regolari e le acque reflue dalla superficie del suolo scorrono direttamente nel fiume. La concentrazione di ammoniaca nell'acqua aumenta dalla fonte alla foce dove si osservano alte concentrazioni di inquinanti (anidride solforosa, ossidi di azoto, metalli pesanti), che indicano un forte inquinamento dell'acqua dovuto a sostanze organiche di natura domestica.
L'inquinamento industriale del fiume è caratterizzato da alte concentrazioni di derivati del petrolio la cui concentrazione nell'acqua supera il TLV di 2-3 volte e in autunno di 30 volte. Alla foce, la concentrazione di fenoli in tutte le stagioni supera il TLV di 4-5 volte.